# Klára Bánfalvi-Fried
Klára Bánfalvi-Fried (Budapeste, 9 de maio de 1931 – Viena, 15 de julho de 2009) foi uma canoísta de velocidade húngara na modalidade de canoagem.

## Carreira
Foi vencedora da medalha de bronze em K-2 500 m em Roma 1960, junto com a sua colega de equipa Vilma Egresi.